# Église Sainte-Geneviève de Noyales
L'église Sainte-Geneviève de Noyales est une église située à Noyales, en France.

## Localisation
L'église est située sur la commune de Noyales, dans le département de l'Aisne.

## Mobilier
Elle est décorée de trois verrières figurées décoratives représentant des scènes de la vie de sainte Geneviève. Ces verrières, œuvres de Charles Émile Joseph Mauméjean, dit Carl, sont inscrites à l'inventaire général du patrimoine culturel.